# Anna Suzuki
Anna Suzuki (鈴木 杏奈 Suzuki Anna?,  nascută 1 februarie 1983 în Tokyo, Japonia) este o actriță, model de costume de baie și un gravure idol. Ea este căsătorită cu actorul de comedie japonez Masaki Sumitani (cunoscut sub numele de scena Hard Gay). Ea a dat naștere la un băiat pe 23 iulie 2008.